# K-S 5 „U Potoka”

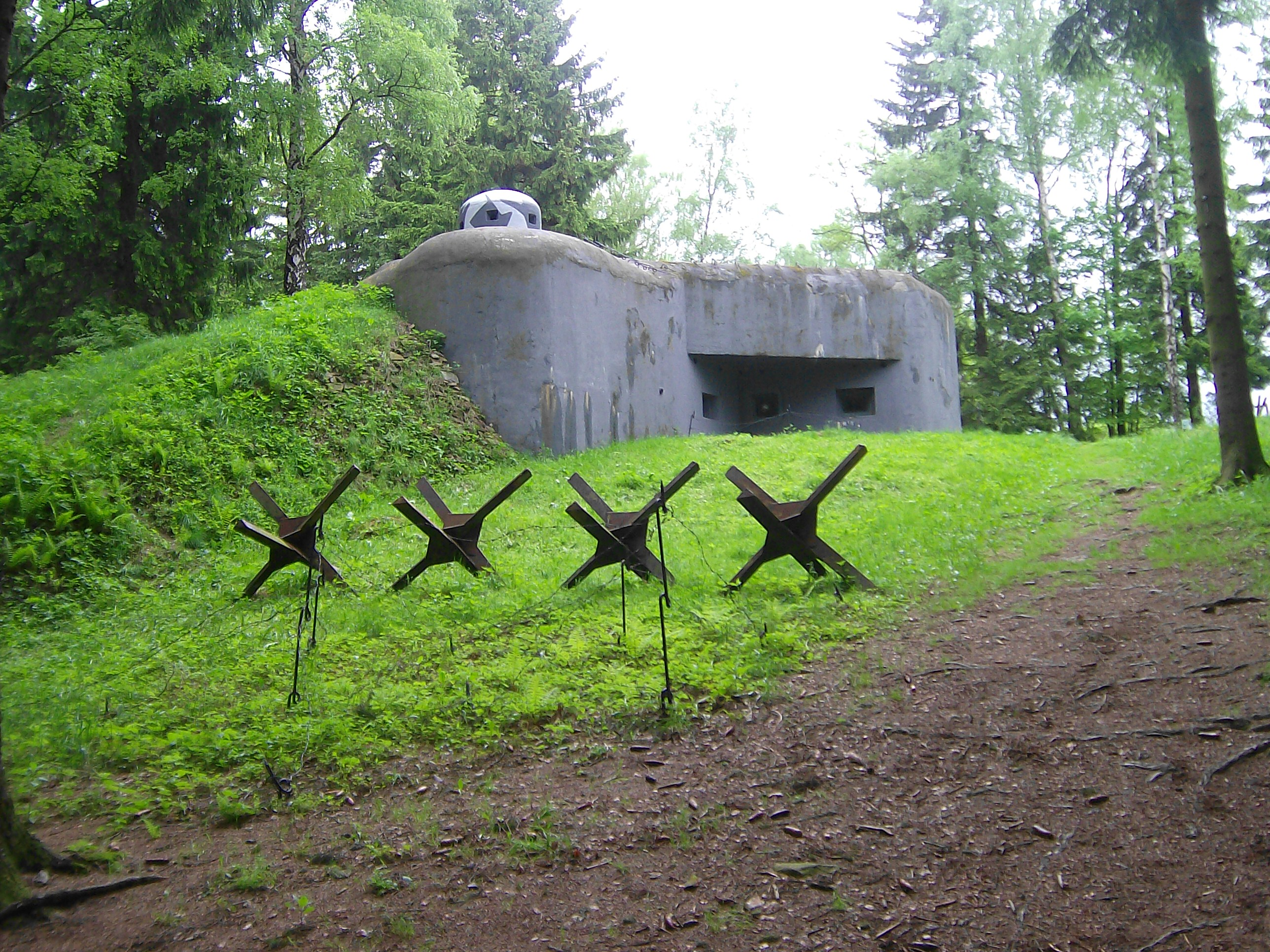
Ciężki schron bojowy K-S 5 „U Potoka” podejście do schronu

K-S 5 „U Potoka” - ciężki schron bojowy w Dolinie Morawy
Schron położony jest ok. 400 m na wschód od rzeki Morawy.  Zbudowany był w II klasie odporności co oznacza odpowiednio: grubość stropu 200 cm, grubość ścian od strony nieprzyjaciela 225 cm, grubość ścian tylnych 100 cm. Grubość dzwonów pancernych - 20 cm. Dodatkowo od strony nieprzyjaciela ułożona była zapora kamienna o szerokości 400 cm przysypana ziemią.

## Uzbrojenie schronu
- 2 działa przeciwpancerne KPUV vz. 36 kalibru 47 mm sprzężone z ciężkim karabinem maszynowym ZB vz.37
- 2 podwójnie sprzężone ciężkie karabiny maszynowe ZB vz. 37
- 4 ręczne karabiny maszynowe ZB vz. 26 w strzelnicach „pod betonem"”
- 2 ręczne karabiny maszynowe ZB vz. 26 w dzwonach pancernych
- 1 ciężki karabin maszynowy w dzwonie pancernym
- granaty do obrony bezpośredniej

Łącznie uzbrojenie schronu stanowiły 2 działa przeciwpancerne, 7 ciężkich karabinów maszynowych oraz 7 ręcznych karabinów maszynowych.
Załogę schronu stanowiło 37 żołnierzy. W 1938 roku schron był w pełni ukończony i wyposażony w uzbrojenie. W wyniku układu z Monachium został rozbrojony i przekazany Niemcom.

## Losy powojenne
W okresie powojennym schron został zdewastowany - wyrwano między innymi kopuły pancerne. Rekonstrukcja schronu rozpoczęta została przez „Klub vojenské historie KRALKA” w roku 1994. W tym czasie oczyszczono okolice schronu, przygotowano ekspozycje wewnętrzną oraz zamontowano dwie makiety dzwonów pancernych. Udało się także odnowić i zamontować w jednej z izb bojowych działo przeciwpancerne.

## Stan aktualny
Aktualnie schron ma status muzeum, którym opiekuje się „Klub vojenské historie Kralka”. Obiekt i otoczenie utrzymane są w bardzo dobrym stanie. Przy schronie można obejrzeć także zapory przeciwczołgowe typu jeż. 
Obiekt jest okresowo udostępniany dla turystów. Dojście z Doliny Morawy jest oznakowane tablicami informacyjnymi. Należy przejść około 800 m, z czego kilkaset metrów po betonowym fundamencie dawnej zapory przeciwpancernej.